# Jill Murphy
Jill Murphy (* 5. Juli 1949 in London; † 18. August 2021 in St. Mabyn, Cornwall) war eine britische Schriftstellerin und Illustratorin von Kinderbüchern. Am bekanntesten wurde sie durch ihre Kinderbuch-Romane über Hexen und späteren Verfilmungen „Eine lausige Hexe“ sowie ihre Bilderbücher. Ihre Bücher wurden auch für das Fernsehen und die Bühne adaptiert. Sie wurde als „eine der fesselndsten Autorinnen und Illustratorinnen für Kinder im ganzen Land“ bezeichnet.

## Biografie
Die in London geborene Murphy interessierte sich bereits im Alter von sechs Jahren für das Schreiben und Zeichnen. Obwohl sie in anderen Schulfächern nicht besonders gut war, hatte sie sich bereits in der Grundschule eine umfangreiche Bibliothek mit handgeschriebenen und illustrierten Büchern angelegt. Sie las gerne Internatsgeschichten, die Stoff und Inspiration für Miss Cackle’s Academy in der Serie The Worst Witch lieferten, ebenso wie die Ursuline High School in Wimbledon, die sie besuchte. Sie wuchs römisch-katholisch auf, praktizierte den Glauben aber in späteren Jahren nicht mehr. Ihre Mutter, die zu Hause blieb, war eine „Bücherverrückte“ und ihr Vater war ein irischer Ingenieur.
Murphy brachte im Frühjahr 1990 einen Sohn zur Welt. Ihre Ehe mit dem Töpfer Roger Michell endete mit einer Scheidung. Sie lebte lange in London und in den letzten Jahren in St. Mabyn, Cornwall, wo sie am 18. August 2021 im Alter von 72 Jahren im Krankenhaus an den Folgen einer Krebserkrankung starb.

## Werke (auf Deutsch)
- Eine lausige Hexe, aus dem Englischen von Ursula Kösters-Roth, Diogenes, Zürich 2017, ISBN 978-3-257-01206-4.
- Eine lausige Hexe eilt zu Hilfe, aus dem Englischen von Ursula Kösters, Diogenes, Zürich 2017, ISBN 978-3-257-01211-8.
- Eine lausige Hexe hat viel Pech, aus dem Englischen von Ursula Kösters-Roth, Diogenes, Zürich 2017, ISBN 978-3-257-01208-8.
- Eine lausige Hexe wünscht sich was, aus dem Englischen von Jenny Merling, Diogenes, Zürich 2017, ISBN 978-3-257-01205-7.
- Eine lausige Hexe zaubert weiter, aus dem Englischen von Ursula Kösters, Diogenes, Zürich 2017, ISBN 978-3-257-01207-1.
- Eine lausige Hexe fliegt ans Meer, aus dem Englischen von Ursula Kösters, Diogenes, Zürich 2017, ISBN 978-3-257-01209-5.
- Eine lausige Hexe löst den Bann, aus dem Englischen von Ursula Kösters, Diogenes, Zürich 2017, ISBN 978-3-257-01210-1.
- Nur fünf Minuten Ruh, Bilderbuch, aus dem Englischen von Britta Groiß, Annette Betz Verlag, Berlin 2017, ISBN 978-3-219-11724-0.
- Nur einmal ohne Fleck, Bilderbuch, aus dem Englischen von Britta Groiß, Annette Betz Verlag, Berlin 2019, ISBN 978-3-219-11805-6.
- Keine Ruh für Vater Bär, Bilderbuch, aus dem Englischen von Ingrid Weixelbaumer, Betz, Wien / München 1999, ISBN 978-3-219-10816-3.